# Тропик Козерога (роман)
Тропик Козерога (англ. Tropic of Capricorn) — полуавтобиографический роман Генри Миллера, впервые опубликованный в Париже в феврале 1939 года издательством Obelisk Press. Впоследствии был запрещён в США до 1961 года, когда Департамент Юстиции решил, что его содержание не является порнографическим. Этот роман Миллера совместно с его двумя другими : «Тропик Рака» и «Чёрная весна» составляют автобиографическую трилогию.
Действие романа происходит в 1920-е годы в Нью-Йорке, где рассказчик Генри В. Миллер работает в телеграфной компании «Cosmodemonic». Хотя опыт рассказчика близок к опыту Миллера, работавшему в это время на телеграфную компанию «Вестерн Юнион», и их имена совпадают, в основе романа лежат вымышленные события.
Эта книга — история духовного пробуждения. Миллер погружает читателя в рассказы о нищете, страдании и порочности, затем пытается создать опыт пресыщенности. Бо́льшую часть истории составляют нью-йоркские годы борьбы с его женой Джун Миллер и процесс поиска себя, как писателя.
На русский язык произведение переводили И. Заславская, Л. Житкова, М. Козлова, А. Куприн, М. Салганик.